# Squeezed lystilstande
Indenfor kvantefysik er squeezed-lystilstande, lys (incl. enkeltfotoner) i en squeezed-tilstand, hvis dets elektriske feltstyrke Ԑ for nogle faser {\displaystyle \vartheta } har en kvanteusikkerhed, der er mindre end den for en kohærent tilstand.
Udtrykket squeezing refererer således til en reduceret kvanteusikkerhed. For at opfylde Heisenbergs ubestemthedsrelation skal en squeezed-tilstand også have faser, hvor den elektriske feltusikkerhed er anti-squeezed, dvs. større end den er for en kohærent tilstand.
Siden 2019 har gravitationsbølgeobservatorierne LIGO og Virgo benyttet squeezed-laserlys, hvilket har øget antallet af observerede gravitationsbølgehændelser markant.